# Йордан Костурков
Йордан Йорданов Костурков е български белетрист, есеист, преводач и университетски преподавател по английска и американска литература. Автор е на книги с литературоведски изследвания, студии, статии, очерци, романи, разкази и новели. Доктор по филология.

## Биография
Роден е на 3 юли 1948 г. в Пазарджик. Завършил е английска филология в Софийския държавен университет, специализирал е в Метрополитан Юниверсити в Лийдс, и Университета на Луивил, САЩ.
Работил е като учител, а след това като редактор в издателство „Христо Г. Данов“, Пловдив.
От 1991 година е главен асистент по английска и американска литература в Пловдивския университет „Паисий Хилендарски“. Член е на Международната асоциация за съвременни езици, на Колегиума на Залцбургския семинар, стипендиант на Комисия „Фулбрайт“, член на Академия „Черноризец Храбър“. Представен е в справочниците „Кой кой е в България“, „Кой кой е в българската култура“ и „Кой кой е по света“ (Who’s Who in the World).
Член е на Съюза на българските писатели, Съюза на преводачите в България, Съюза на учените в България, Дружеството на преводачите в Пловдив, Българската асоциация на преподавателите по английски език, Българското дружество за британски изследвания, Българската асоциация по американистика. Той е почетен гражданин на Луивил, щат Кентъки и „Полковник на Кентъки“, САЩ.
Йордан Костурков става доктор с дисертационния труд „Аспекти на модерността в романите на Уила Катър“ – „любимата писателка на американския народ“, „един от петте най-велики романисти на САЩ“ според Уилям Фокнър.

## Творчество

### Белетристика
- „Малка е Троя“. Разкази (1982)
- „Без условности“. Разкази (1985)
- „На другия бряг“. Разкази (1988)
- „Откриването на сезона“. Разкази (1994)
- „Пощенски коне“. Двуезичен сборник (2006)
- „Носталгия. Разкази – Т. IV“. (2007) (номинация за награда „Николай Хайтов“)[1]
- „Добри момчета, лоши момичета“. Разкази (2008) (награда „Пловдив“ за художествена литература, награда на Съюза на българските писатели за сборник разкази)

### Есеистика
- „Книгите на Амалтея“. Литературни портрети (1990)
- „Новини от миналия век“. Портрети на американски писатели от XX век (2006)
- „Тайният живот на великите английски писатели“. (2006)
- „Настолна книга за читатели и писатели“. Съст. и прев. (2006) ISBN 978-954-533-067-4
- „Рефлексии. Книгите на Амалтея: двадесет години по-късно“. Литературни портрети (2010)

### Преводи
Йордан Костурков е превел над четиридесет романа на английски и американски писатели, сред тях:
- Лорънс Стърн: „Сантиментално пътешествие през Франция и Италия“ (награда на Съюза на преводачите в България)
- Гор Видал: „Империя“ (награда „Пловдив“ за художествен превод)
- Гор Видал: „1876 година“ (награда на Дружество на преводачите в Пловдив и номинация за награда „Пловдив“)
- Норман Мейлър: „Мъжагите не танцуват“ (награда на Дружество на преводачите в Пловдив и номинация за награда „Пловдив“)
- Синтия Озик: „Месията от Стокхолм“ (награда „Кръстан Дянков“ на фондация „Елизабет Костова“[2])

Превел е също творби на Джером К. Джером, Агата Кристи, Уила Катър, Лангстън Хюз, Мюриъл Спарк, Джон Ървинг, Джойс Каръл Оутс, Оливия Манинг, Една О'Брайън, Ричард Хюз, Ерика Джонг, Дженифър Лий Каръл, Елизабет Костова, Соня Рув (за Петър Увалиев) и други.
Носител е на наградата „Стоян Бакърджиев“ на град Пазарджик, както и на Почетна награда на Съюза на преводачите в България.